# ديفيد كلاس
ديفيد كلاس (بالإنجليزية: David Klass)‏ (8 مارس 1960، فيرمونت في الولايات المتحدة)؛ كاتب، كاتب للأطفال، كاتب سيناريو، مخرج أفلام وروائي أمريكي.

## روابط خارجية
- ديفيد كلاس على موقع IMDb (الإنجليزية)
- ديفيد كلاس على موقع ألو سيني (الفرنسية)
- ديفيد كلاس على موقع أول موفي (الإنجليزية)
- ديفيد كلاس على موقع قاعدة بيانات الأفلام السويدية (السويدية)
- ديفيد كلاس على موقع قاعدة بيانات الفيلم (الإنجليزية)
- ديفيد كلاس على موقع كينوبويسك (الروسية)